# Pikevere
Pikevere är en ort i Estland. Den ligger i Väike-Maarja kommun och landskapet Lääne-Virumaa, i den centrala delen av landet, 90 km sydost om huvudstaden Tallinn. Pikevere ligger 101 meter över havet och antalet invånare är 110.
Terrängen runt Pikevere är mycket platt. Runt Pikevere är det glesbefolkat, med 14 invånare per kvadratkilometer. Närmaste större samhälle är Tamsalu, 12,1 km norr om Pikevere. I omgivningarna runt Pikevere växer i huvudsak blandskog.